# Дългомуцунеста панцерна щука
Дългомуцунестите панцерни щуки (Lepisosteus osseus) са вид актиноптери от семейство Леписостиди (Lepisosteidae).
Те са незастрашен вид.
Таксонът е описан за пръв път от Карл Линей през 1758 година.